# Bosque nacional Winema
El bosque nacional Winema (en inglés: Winema National Forest) es un bosque nacional de los Estados Unidos, localizado en el condado de Klamath, en la vertiente oriental de la cordillera de las Cascadas, en el centro-sur de Oregón, y cubre 4231 km². El bosque limita con el parque nacional Crater Lake, cerca de la cima de las Cascadas y se extiende hacia el este, en la cuenca del río Klamath. Un estudio del Servicio Forestal de 1993 estimó que el grado de proliferación de edad en el bosque era de 288 004 hectáreas.
Desde 2002, se gestiona administrativamente de forma conjunta con el bosque nacional Fremont.

## Historia
El bosque lleva el nombre de Toby Riddle (1848–1920), una mujer de la tribu modoc también conocida como "Winema" que sirvió como intérprete en las negociaciones entre la tribu modoc y el ejército de los Estados Unidos durante la guerra de Modoc (también llamada guerra de Lava Beds).
Fundado como tal en 1961, el bosque se protegió inicialmente como Reserva Forestal Cordillera de las Cascadas (Cascade Range Forest Reserve) desde 1893 hasta 1907, cuando se convirtió en el bosque nacional Cascadas (Sur). En 1908, cambió para ser bosque nacional de Mazama y luego el bosque nacional del Lago del Cráter hasta 1932. Las tierras fueron parte del bosque nacional del Río Rogue de 1932 a 1961, cuando fue designado bosque nacional de Winema. El bosque nacional de Winema, por separado, fue el tercer bosque nacional más grande (después del bosque nacional Nez Perce y el bosque nacional Okanogan) que se encuentra completamente dentro de un condado.